# Diane Sherbloom
Diane Carol "Dee Dee" Sherbloom (Los Angeles, Califórnia, 21 de setembro de 1942 – Berg-Kampenhout, Bélgica, 15 de fevereiro de 1961) foi uma patinadora artística americana, que competiu na dança no gelo. Ela foi campeã do campeonato nacional americano e quarta colocada no Campeonato Norte-Americano em 1961 com Larry Pierce.
Sherbloom morreu no acidente com o voo Sabena 548 nas imediações do Aeroporto de Bruxelas, quando viajava junto com a delegação dos Estados Unidos para disputa do Campeonato Mundial que iria acontecer em Praga, na Tchecoslováquia.

## Principais resultados

### Com Larry Pierce
| Resultados                    | Resultados      | Resultados    | Resultados    | Resultados    | Resultados    | Resultados    | Resultados    | Resultados    | Resultados    | Resultados    | Resultados    | Resultados    | Resultados    | Resultados    |
| Internacional                 | Internacional   | Internacional | Internacional | Internacional | Internacional | Internacional | Internacional | Internacional | Internacional | Internacional | Internacional | Internacional | Internacional | Internacional |
| Evento/Temporada              | 1960– 1961      |               |               |               |               |               |               |               |               |               |               |               |               |               |
| ----------------------------- | --------------- | ------------- | ------------- | ------------- | ------------- | ------------- | ------------- | ------------- | ------------- | ------------- | ------------- | ------------- | ------------- | ------------- |
| Campeonato Norte-Americano    | 4.ª             |               |               |               |               |               |               |               |               |               |               |               |               |               |
| Nacional                      |                 |               |               |               |               |               |               |               |               |               |               |               |               |               |
| Campeonato dos Estados Unidos | Medalha de ouro |               |               |               |               |               |               |               |               |               |               |               |               |               |
|                               |                 |               |               |               |               |               |               |               |               |               |               |               |               |               |